# فیض‌آباد (جرقویه)
فیض‌آباد روستایی در دهستان رامشه بخش جرقویه علیا شهرستان جرقویه استان اصفهان ایران است.

## جمعیت
بر پایه سرشماری عمومی نفوس و مسکن در سال ۱۳۹۵ جمعیت این روستا ۵۶ نفر (۲۷خانوار) بوده‌است.